# Луїс Альберто Монґе
Луїс Альберто Монґе Альварес (ісп. Luis Alberto Monge Álvarez; 29 грудня 1925 — 29 листопада 2016) — костариканський політик, тридцять шостий президент Коста-Рики.

## Біографія
Народився в сім'ї фермера. 9 березня 1946 року одружився вперше з Флоре Рохас Альварес, однак 1960 року розлучився. Невдовзі під час обіду в Університеті Коста-Рики він зустрів свою майбутню другу дружину Доріс Янкелевіц Бергер, яка на той момент навчалась у коледжі, а Монґе вже був послом Коста-Рики в Ізраїлі. 25 листопада 1965 року вони одружились. Невдовзі у них народилась дочка. Розлучились 1988 року.

### Політична кар'єра
Здобув базову освіту через обмежену фінансову спроможність його родини. Ще юнаком він почав свою профспілкову діяльність, натхненний соціальною доктриною Церкви, він у 19-річному віці став президентом Конфедерації трудящих Rerum Novarum. Після скасування результатів виборів 1948 року він вступив до лав партизанського загону Армії національного визволення.
1949 року його обрали до Установчих зборів, і він став наймолодшим депутатом. У 1953—1958 роках був заступником голови новостворених Законодавчих зборів. 1951 року був одним з тих, хто підписав статут Партії національного визволення (ПНВ), обіймав посаду регіонального секретаря Міжнародної організації праці з Латинської Америки. Від 1955 до 1956 року — міністр при президенті у другій адміністрації Хосе Фіґуереса Феррера. У 1963—1966 роках був послом Коста-Рики в Ізраїлі.
У 1970—1974 роках був депутатом Законодавчих зборів Коста-Рики, а від 1973 до 1974 року був їх головою.
1977 року вперше балотувався на посаду президента Коста-Рики, але поступився екслібералу Родріго Карасо Одіо, який був кандидатом від блоку опозиційних партій «Єдність». Однак уряд Карасо втратив популярність, не зумівши впоратись із наслідками світової економічної кризи. 1982 року Монґе обрали президентом, він здобув підтримку 58 % виборців, що стало одним з найвищих показників електоральної підтримки в історії костариканського лібералізму.

### Президентство
На посаді президента успадкував збіднілу й розгублену націю. Найбільшими проблемами, що постали перед ним, були економічна криза, зовнішній борг, що зростає, та криза в Нікарагуа, до якої були втягнуті США та Коста-Рика.
Його перший план структурних перетворень було реалізовано за рахунок кредитів від міжнародних фінансових організацій. За свого врядування зовнішній борг значно зріс і сягнув 4 мільярдів доларів. У межах урядового плану реалізації програми скорочення державних видатків скасував багато державних субсидій для різних видів діяльності та сприяв розвитку експорту й туризму. В той же час для підтримки сільськогосподарського виробництва (вирощування кави, бананів, цукрової тростини) було скасовано податки на сільське господарство, почалась диверсифікація галузі, підтримувалось вирощування й експорт нетрадиційних продуктів. Було скасовано експортні та промислові збори. Також було реформовано фінансове законодавство, й усі іноземні валюти почали проходити через національну банківську систему. В результаті уряду вдалося скоротити інфляцію та безробіття.
На міжнародній арені Коста-Рика оголосила про солідарність з усіма «західними демократіями» та почала тісно співпрацювати з урядами Гондурасу, Сальвадору та Гватемали, натомість відносини з соціалістичним урядом Нікарагуа продовжували погіршуватись.
До того часу Сполучені Штати втягнулись у придушення соціалістичних повстань у регіоні та вбачали в Коста-Риці стабільного союзника, за згодою з яким вони могли б проводити операції проти сандиністського уряду Нікарагуа. США наклали комерційне ембарго на Нікарагуа, сприяючи поглибленню розлому між Коста-Рикою та її північним сусідом. Коли Коста-Рика все ще переживала економічний спад, Монґе вирішив прийняти американську фінансову допомогу в обмін на дозвіл ЦРУ облаштувати таємні стратегічні форпости вздовж північного кордону Коста-Рики. Зовнішньополітична позиція президента зазнавала критики з боку «правої» опозиції на чолі з Рафаелем Анхелем Кальдероном Фурньєром, який виступав за більш енергійну відповідь Нікарагуа, натомість офіційні представники його партії, зокрема Оскар Аріас, назвав його «яструбом» і розпалювачем війни, який ризикує країною.

### Подальша діяльність
Після завершення терміну повноважень 1986 року продовжив брати участь у суспільно-політичному житті Коста-Рики. Виступав проти Угоди про вільну торгівлю між Сполученими Штатами, Центральною Америкою та Домініканською Республікою, підтримав свого небожа Роландо Араю, коли той 2002 року висунув свою кандидатуру на посаду президента. Був активним противником як конституційної реформи, так в переобрання Оскара Аріаса. 2014 року виступав за обрання на посаду голови держави ще одного свого племінника — Джонні Араю Монґе.
Разом з віцепрезидентом Армандо Араусом Агіларом пртягався до суду за звинуваченням у використанні державних коштів для реконструкції свого приватного будинку. Їх виправдали, а голова адміністрації президента був засуджений до чотирьох років ув'язнення.
Айда Леві (вдова наркоторгівця з Болівії Роберто Суареса Гомеса) у книзі під назвою «Король кокаїну» стверджувала, що 6 січня 1982 року Суарес і відомий колумбійський наркоторговець Пабло Ескобар фінансували його президентську кампанію. Монґе відкинув ті звинувачення та назвав публікацію «ганебною та брехливою».